# Вікторовка (Казахстан)
Ві́кторовка (каз. Викторовка) — село у складі Зерендинського району Акмолинської області Казахстану. Адміністративний центр Вікторовського сільського округу.
Населення — 1141 особа (2021; 1419 у 2009, 1699 у 1999, 1903 у 1989).
Національний склад станом на 1989 рік:
- росіяни — 46 %;
- німці — 24 %;
- казахи — 22 %.